# 諏訪尚
諏訪 尚（すわ たかし、1971年8月7日 - ）は、日本の元プロボクサー。栃木県小山市出身。

## 経歴
足利学園高等学校3年時の1989年12月3日にプロデビューし、西村基之に1R1分39秒KO勝ちを収めた。このあと4連続1ラウンドKOを記録した。翌1990年2月11日には、東京ドームでの世界ヘビー級タイトルマッチ（マイク・タイソン 対 ジェームス・ダグラス戦）の前座にも出場し、ここでも1RKO勝ちを収めている。その後も1RKOを重ねていたが引退。